# Bradina emphasis
Bradina emphasis là một loài bướm đêm trong họ Crambidae.